# Salär
Salär ist ein Synonym für Arbeitsentgelt und Sold.
Etymologisch geht der Begriff auf das etwa bedeutungsgleiche französische salaire zurück, das seinerseits auf das Lateinische salarium (Salzration) zurückzuführen ist. Salz war besonders in der Antike von sehr hohem Wert, neben dem Einsatz als Speisewürze vor allem wegen der Verwendungsmöglichkeit als Konservierungsmittel. Römische Legionäre erhielten einen Teil ihres Solds als Salzration ausbezahlt, und dieser Begriff salarium wurde auch noch beibehalten, als keine Entlohnung in Naturalien mehr stattfand.